# Camillo Pallavicino (militare)

Stemma dei Pallavicino

Camillo Pallavicino (... – 1556 circa) è stato un militare italiano, della linea Pallavicino di Scipione.

## Biografia
Era figlio di Giulio Pallavicino e di Luigia Anguissola.
Prese parte alla congiura che portò alla eliminazione di Pier Luigi Farnese, duca di Parma e Piacenza. L'assassinio avvenne il 10 settembre 1547 e a capeggiare i congiurati figuravano il conte Giovanni Anguissola, Agostino Landi e il fratello di Camillo, Alessandro Pallavicino. Anche il marchese di Castel Goffredo Aloisio Gonzaga venne implicato nella vicenda. Nel 1555 militò nelle file imperiali di Carlo V contro i Farnese protetti dai francesi.

## Discendenza
Sposò probabilmente una nobile della casata Affaitati di Cremona ed ebbero tre figli:
- Orazio (?-1613), uomo d'armi. Sposò Paola Maggi e Lavinia Biglia
- Giulio
- Rodolfo